# 加內特 (愛達荷州)
加內特（英語：Gannett）是位於美國愛達荷州布萊恩縣的一個非建制地區。該地的面積和人口皆未知。

## 地理
加內特的座標為43°21′36″N 114°10′33″W / 43.36000°N 114.17583°W，而該地的平均海拔高度為1501米（即4924英尺）。